# Mopiopia
Mopiopia is een geslacht van spinnen uit de familie springspinnen (Salticidae).

## Soorten
De volgende soorten zijn bij het geslacht ingedeeld:
- Mopiopia comatula Simon, 1902
- Mopiopia labyrinthea (Mello-Leitão, 1947)
- Mopiopia tristis (Mello-Leitão, 1947)